# 플라이 (운동)

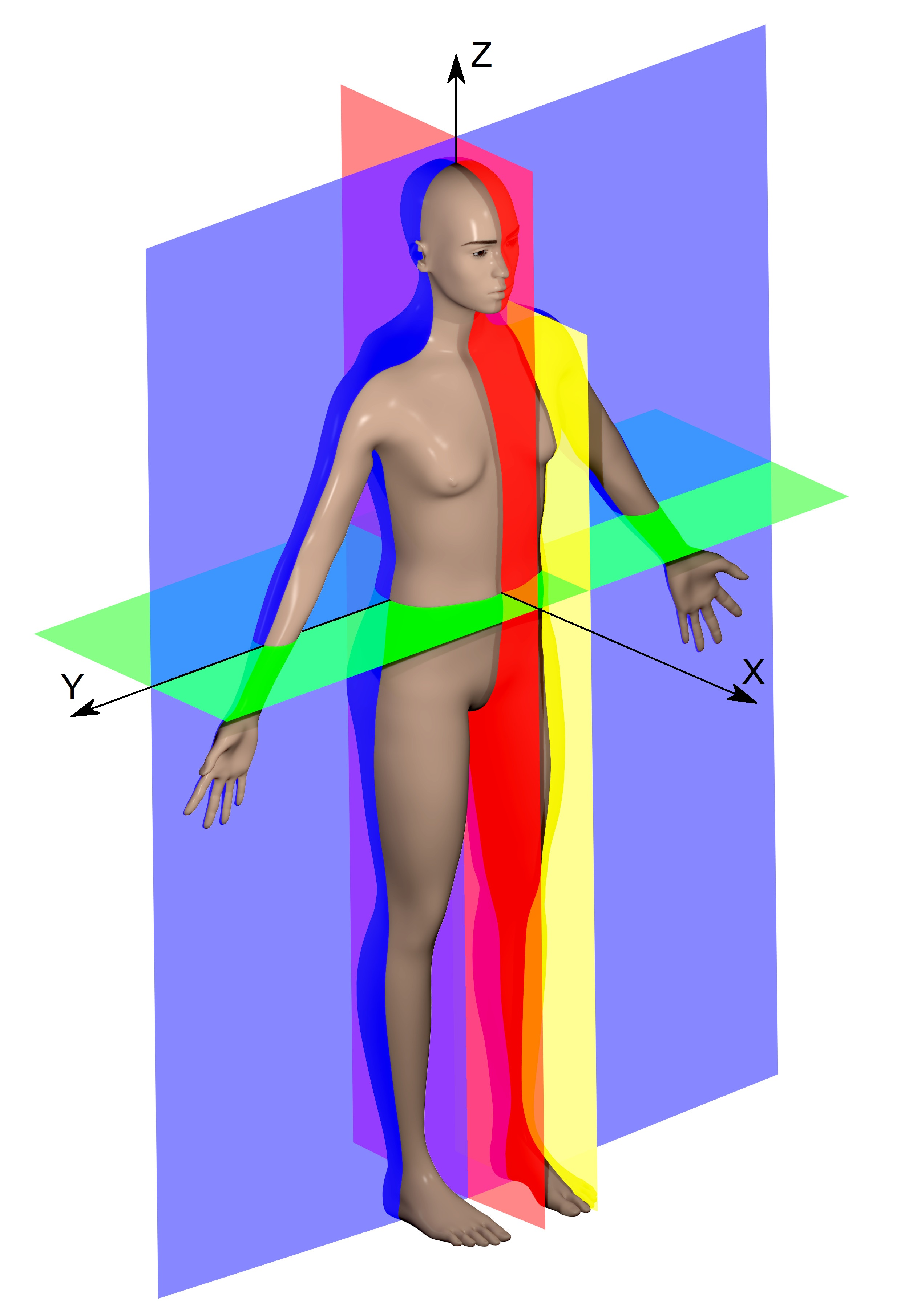
인체 해부학면, 정중시상면(median plane) (적색), 주변시상면(parasagittal plane) (황색), 관상면(frontal or coronal plane) (청색), 횡단면(transverse or axial plane) (녹색).

플라이(fly, 혹은 flye)는 손과 팔은 원호를 그리면서 움직여도 팔꿈치는 영구각(constant angle)을 유지하는 근력운동(strength training exercise)이다. 플라이는 상체(upper body) 근육을 움직이는데 사용한다. 플라이는 양팔을 가장 길게 뻗은 상태에서의 지렛대(lever)로서 사용하기에, 움직일 수 있는 중량은 어깨의 밀리터리 프레스와 가슴의 벤치프레스 같이, 같은 근육에 작용하는 동일한 프레스 운동(press exercise)보다도 더 가볍다.
이러한 레버리지때문에 모든 종류의 플라이 운동은 어깨관절과 관련 인대(ligament) 및 그게 연결된 근육 힘줄에 손상을 입힐 가능성이 크다. 따라서 플라이운동은 주의를 기울여야 하며 가벼운 중량부터 시도하고, 힘을 얻으면 점차 무게를 늘려 나가야 한다.

## 장비
플라이는 손으로 들 수 있는 무게를 사용하여 할 수 있다. 가장 간단한 장비로는 아령(dumbbell, 덤벨)이 있다. 그러나 플라이는 케이블 머신(cable machine)을 이용하여 수행 가능하다. 플라인은 손바닥이 위를 향하거나(supine) 읹거나 서서 할 수 있다. 케이블 머신을 사용하면 아령을 사용할 때 손과 팔이 같은 해부판(anatomical plane)을 통하여 움직인다. 펙토랄 플라이(pectoral fly)를 위해 아령을 사용할 때에는 케이블머신으로 하는 것에 비하여 안정근육(stabilizer muscle)을 사용해야 한다. 또한 플라이는 링 체스트 플라이(gymnastic ring chest fly)를 하는 방식으로 체중을 가지고 할 수 있다.

### 체스트 플라이

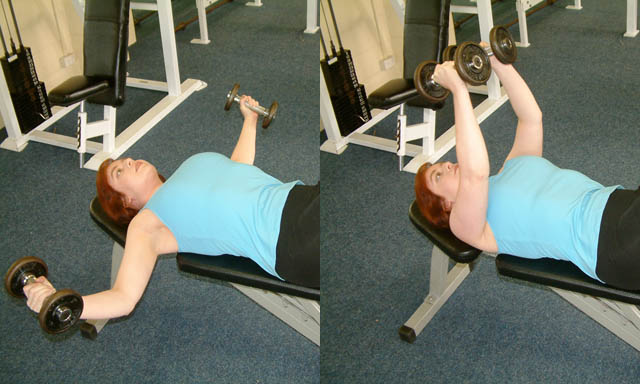
덤벨 체스트 플라이(Dumbbell chest fly)

체스트 플라이(chest fly) 혹은 펙토랄 플라이(pectoral fly), 줄여서 펙플라이(pec fly)는 주로 대흉근(pectoralis major, 줄여서 pec)을 수평으로 전방으로 움직이게 한다. 내회전(medial rotation 혹은 internal rotation)하면, 수평굴곡(transverse flexion)하는 데에 있어 삼각근(deltoideus) 전두(anterior head 혹은 front head)의 도움을 받는다. 외회전(lateral rotation 혹은 external rotation)하면, 삼각근의 도움이 줄고 대흉근이 수평내전근(transverse adductor)으로서 강조된다.
양손은 팔꿈치보다 더 멀리 뻗쳐지는데, 이 경우에서는 굴곡근(flexor)들이 팔꿈치가 과도하게 신전(extension)되지 않도록 정적수축(isometric contraction)하게 된다. 이를 수행하는 근육은 상완이두근(biceps brachii), 상완근(brachialis), 완요골근(brachioradialis)이다. 상완이두근은 어깨굴곡(shoulder flexion) 운동에서 제한된 역할을 수행한다. 팔꿈치가 곧게 펴질 수록, 이 근육들이 더 많이 늘어난다. 안전을 위하여 대부분은 관절을 폐쇄한다.
움직임은 웨이트 벤치(weight bench)에 등을 대고 누워서 수행한다. 웨이트를 가슴 위에서 신전시키고 정중시상면(midsagittal plane)에서 만난다. 양팔은 횡단면(transverse plane)을 뚫고 지나가는 원호를 통하여 내려가고, 팔이 대략 바닥과 평행할 때 끝이 나며, 다시 시작 자세로 돌아와 반복한다.
이 운동은 아령 외에도 케틀벨(kettlebell)이나 중량판(weight plane) 등의 도구를 이용하여 할 수 있다. 안정된 동작을 수행하면서도 똑바로 앉게 하는 펙덱(pec deck)과 같은 머신들도 있다.

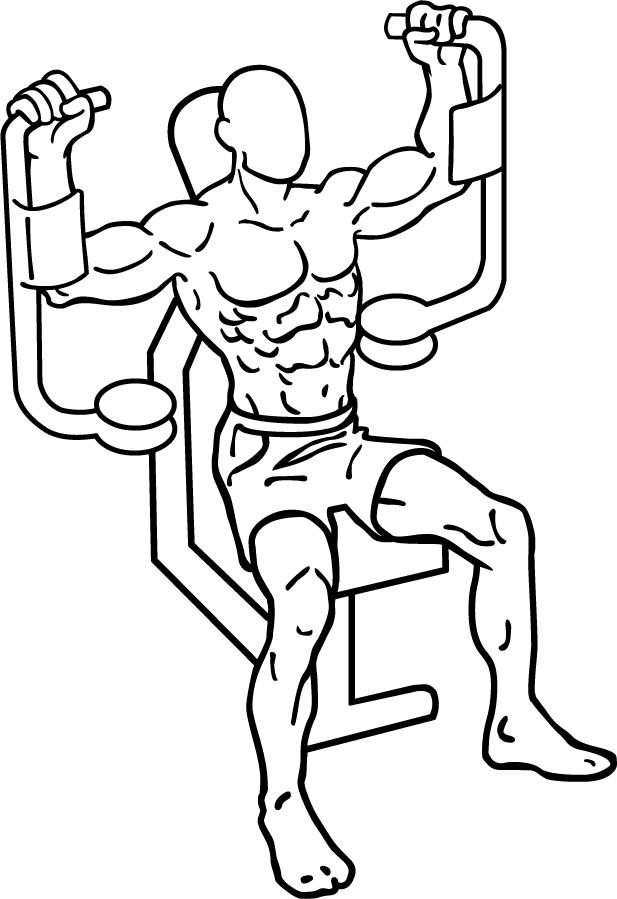
버터플라이 머신 플라이(Butterfly machine fly, 펙덱pec deck) 시작
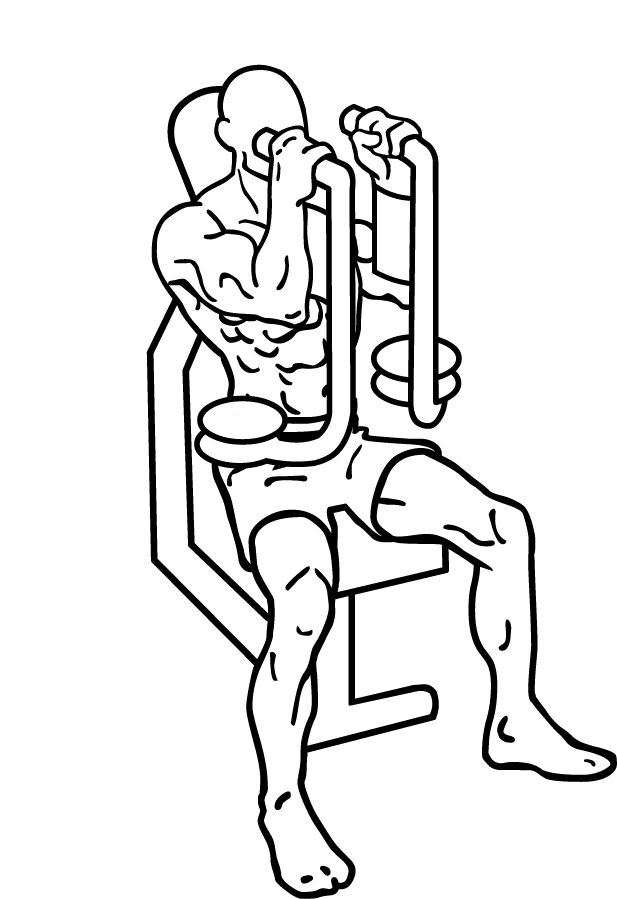
버터플라이 머신 플라이(펙덱) 끝
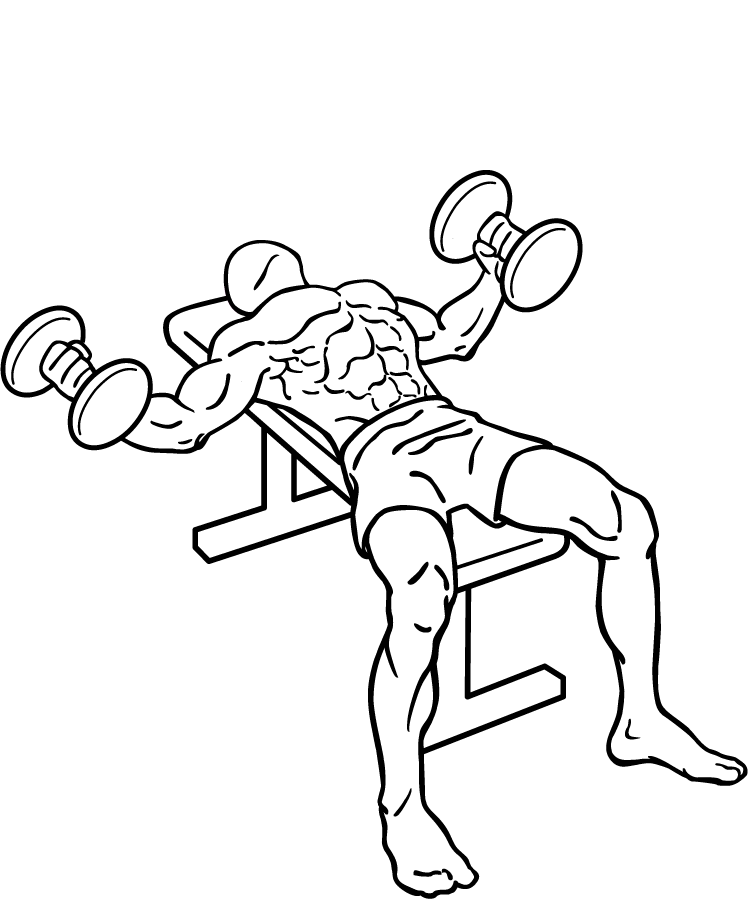
덤벨 플라이(Dumbbell fly) 시작
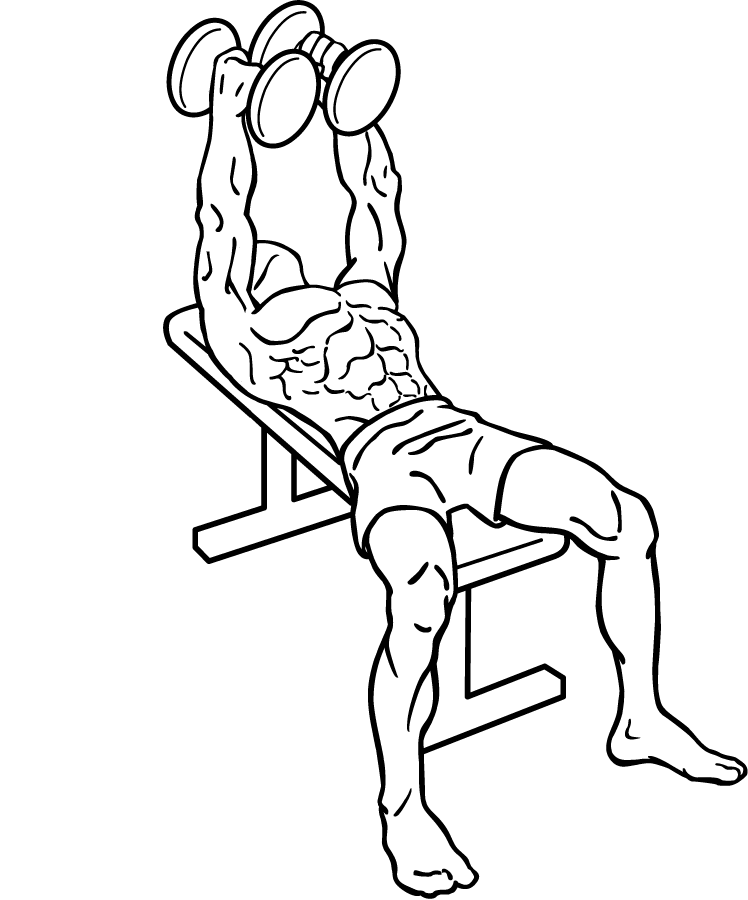
덤벨 플라이 끝

케이블 머신을 사용하면, 양발은 바닥에 단단히 버틴 채 몸은 앞으로 기울어서 움직이는 중량의 균형을 맞춰주고, 팔꿈치는 어깨 높이 약간 아래로 위치한다. 양팔은 몸통과 연관되어 벤치플라이로서 같은 원호를 그린다.

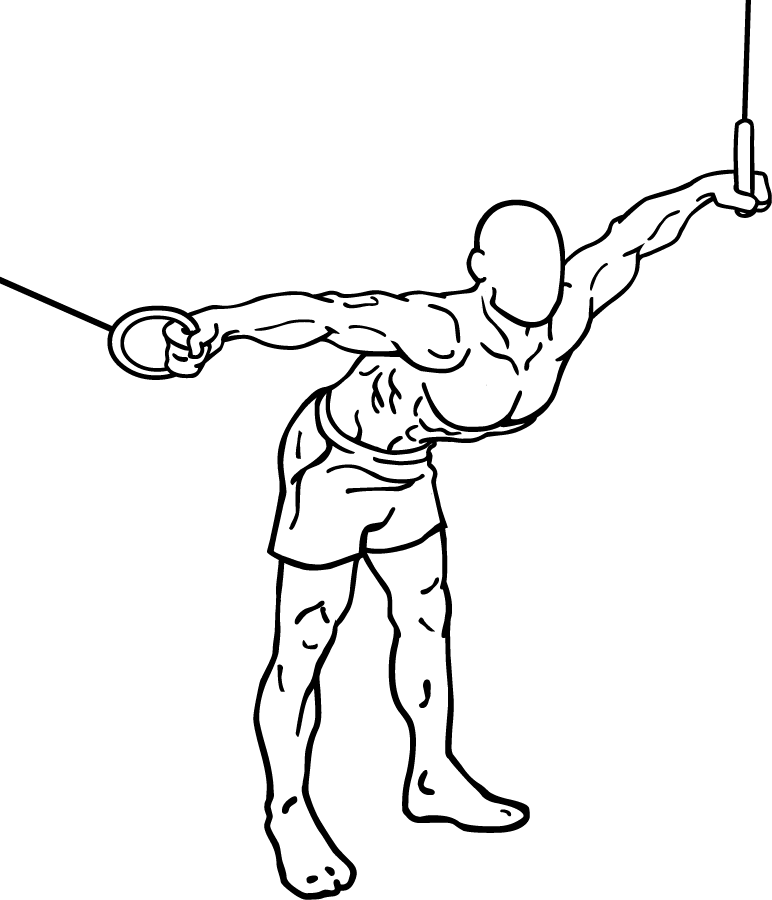
케이블 크로스오버 플라이(Cable crossover fly) 시작
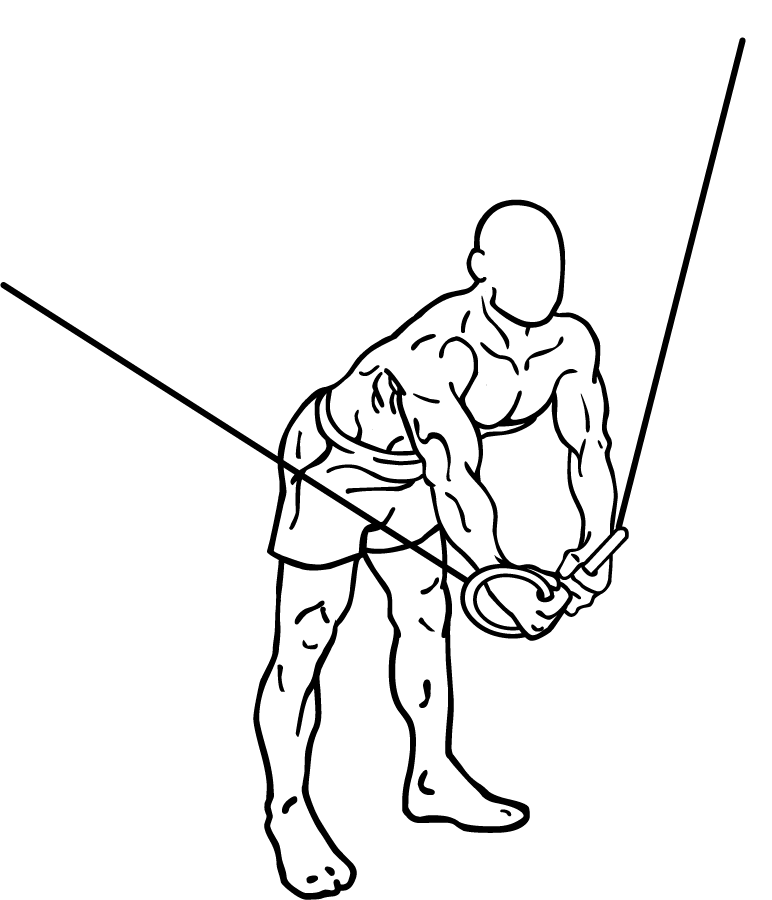
케이블 크로스오버 플라이 끝
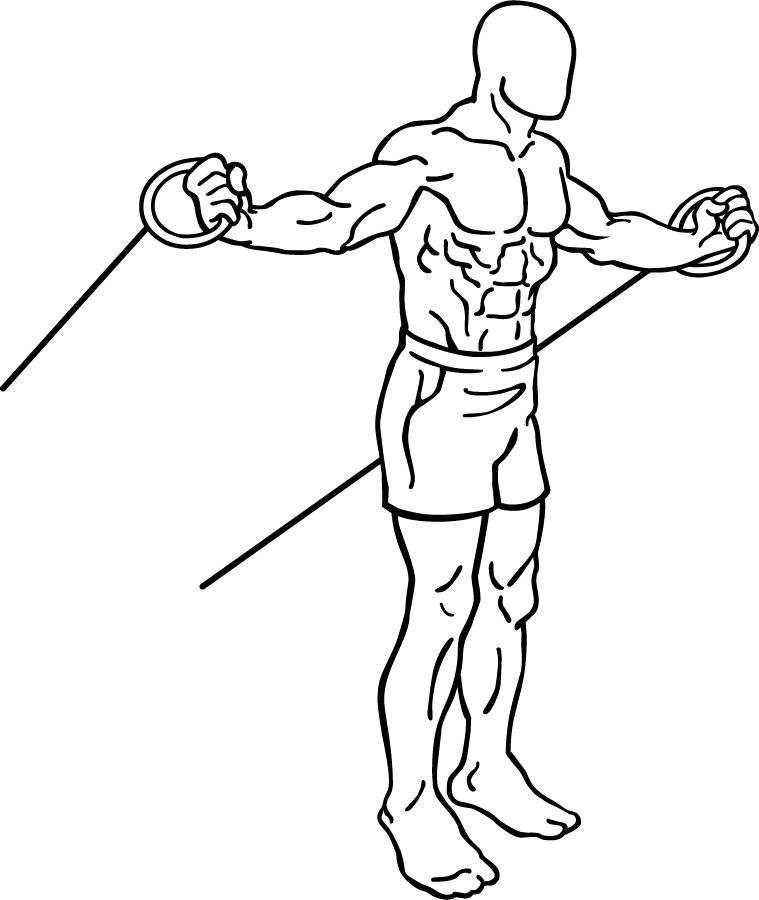
크로스오버 w/밴드(Crossover w/bands) 시작
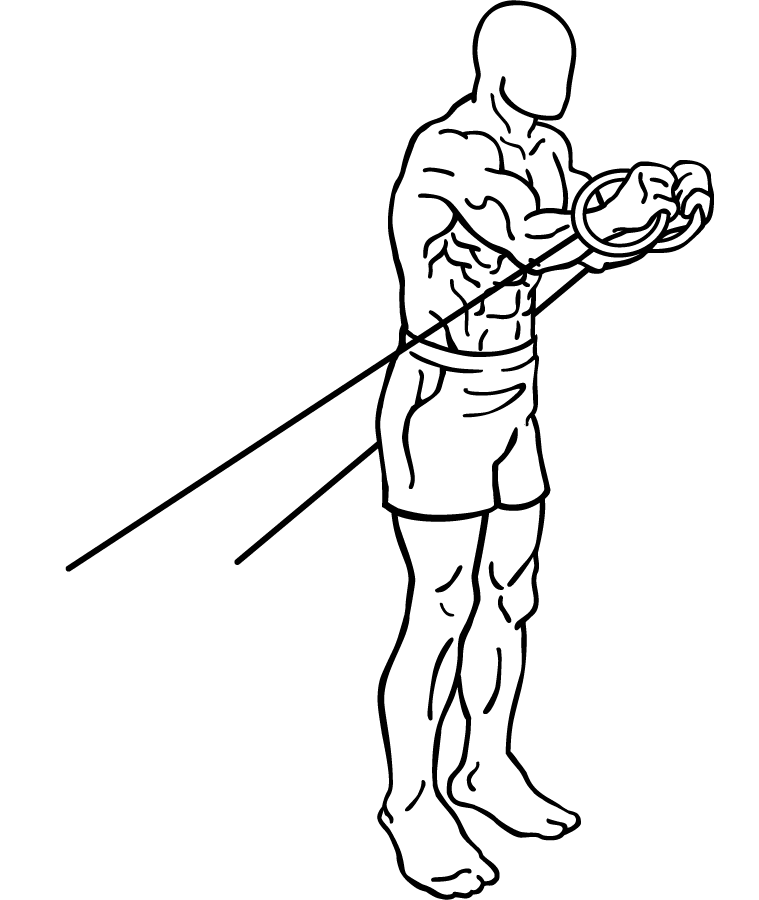
크로스오버 w/밴드 끝
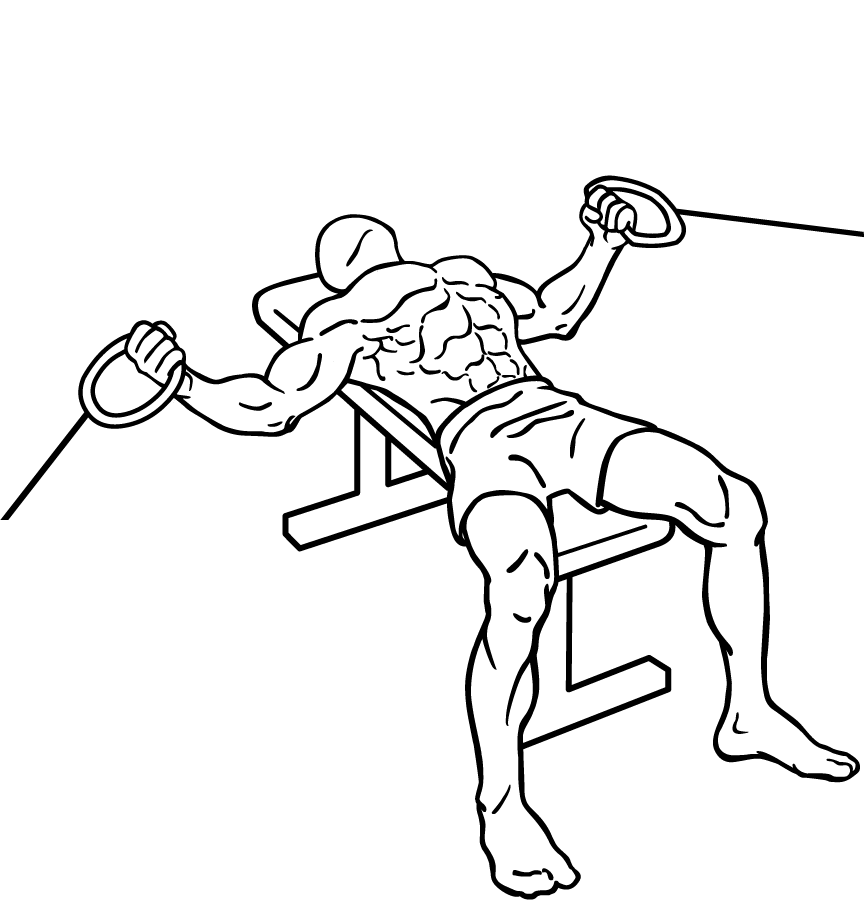
라잉 케이블 플라이(Lying cable fly) 시작
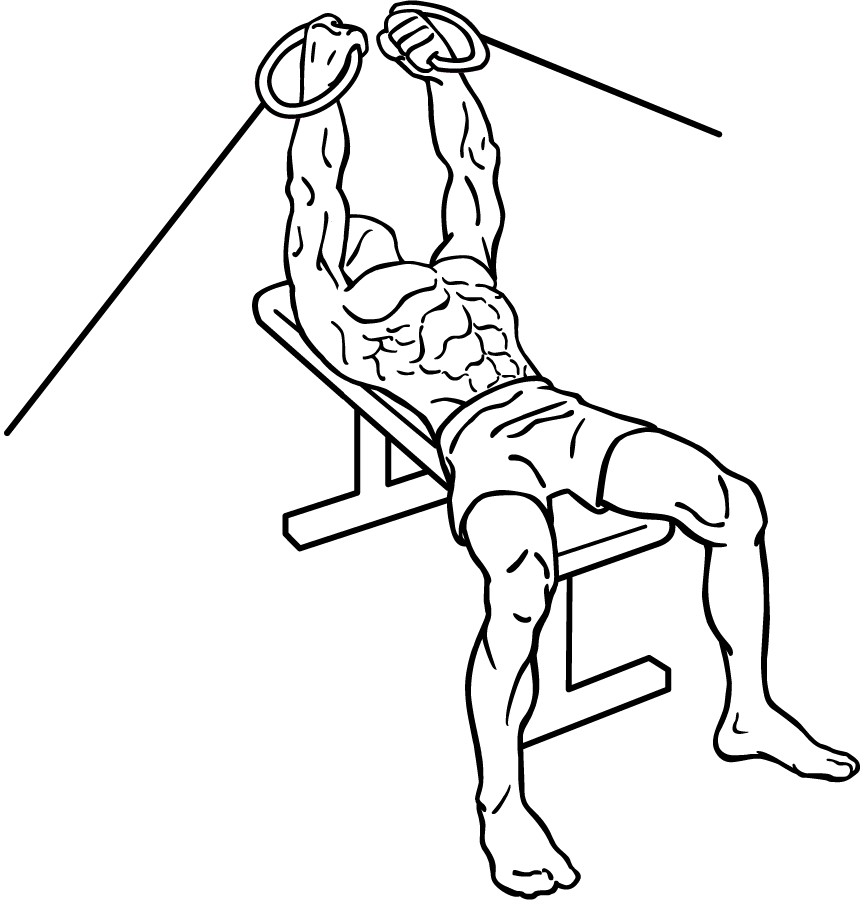
라잉 케이블 플라이 끝

#### 인클라인
대흉근 쇄골부분(clavicular portion of the pectoralis major)은 양팔이 내전(adduction)하면서 위로 들어올릴 때, 인클라인 플라이(incline fly)를 통하여 타겟팅된다.

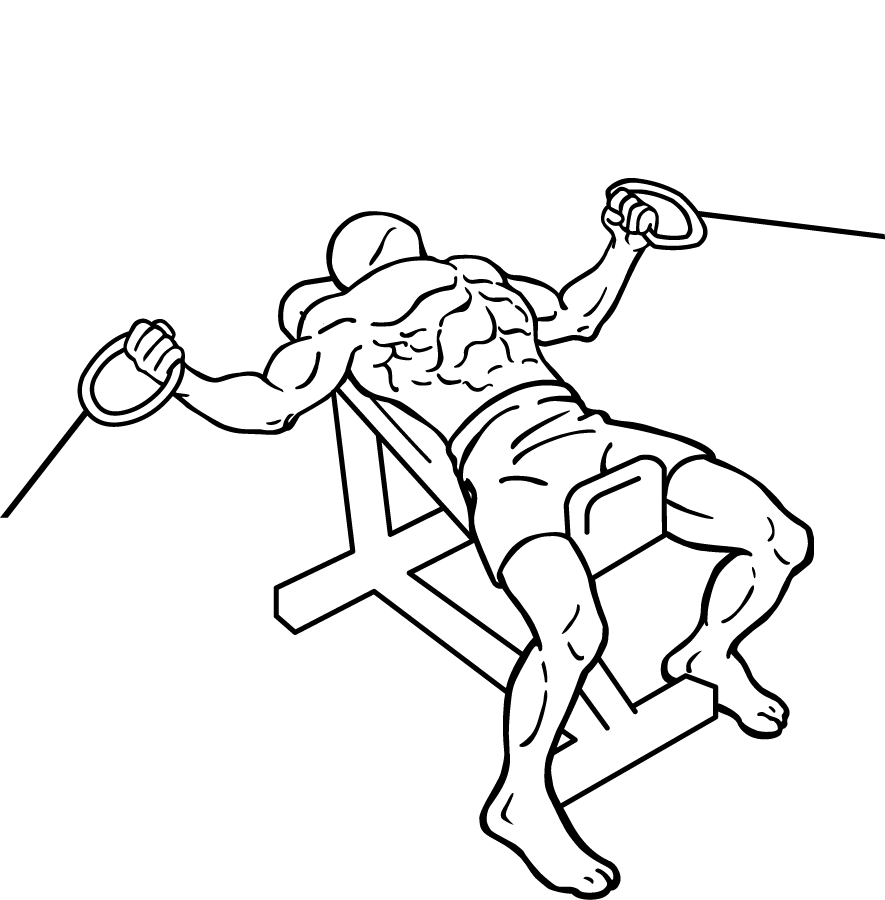
인클라인 케이블 플라이(Incline cable fly) 시작
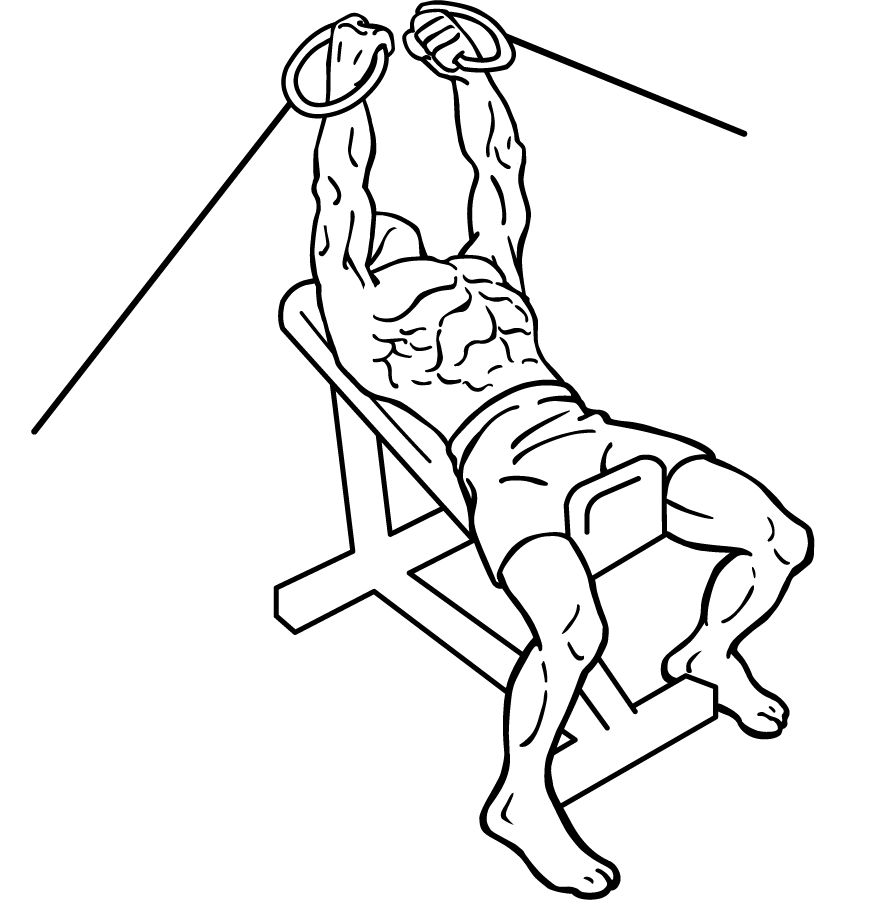
인클라인 케이블 플라이 끝
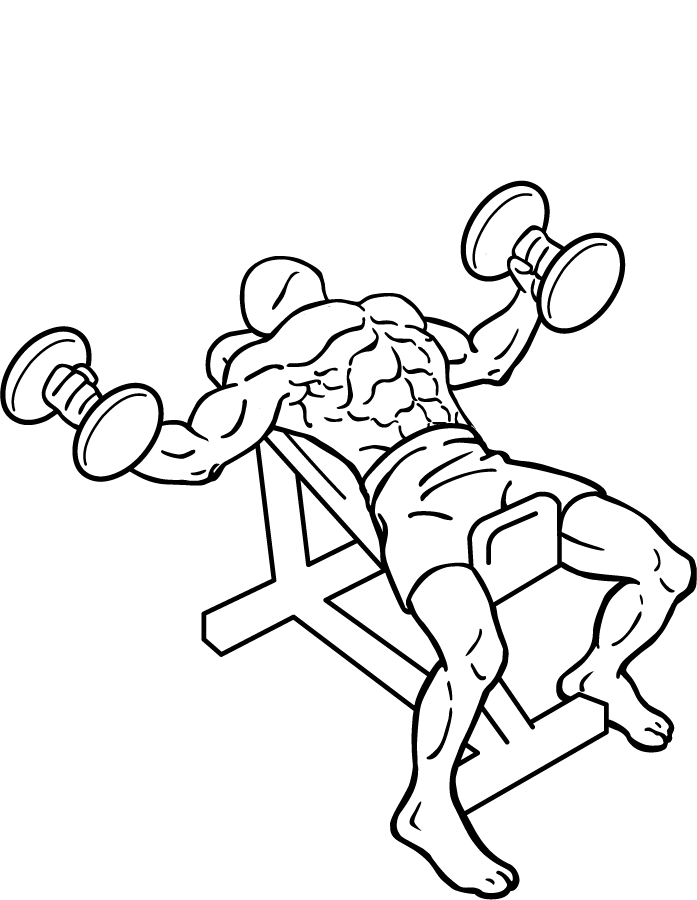
인클라인 덤벨 플라이(Incline dumbbell fly) 시작
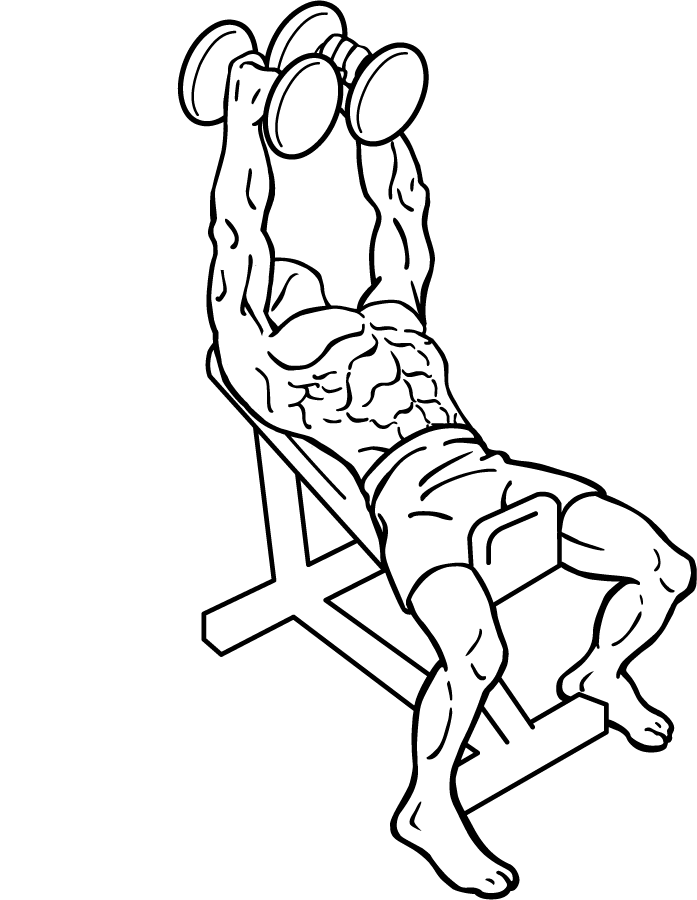
인클라인 덤벨 플라이 끝
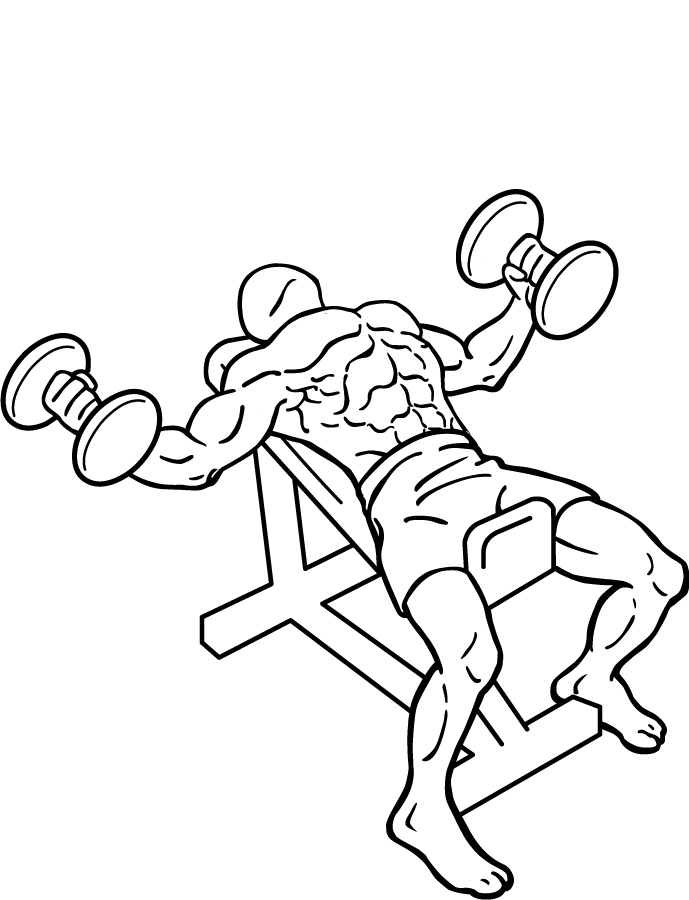
트위스팅 플라이(Twisting fly) 시작
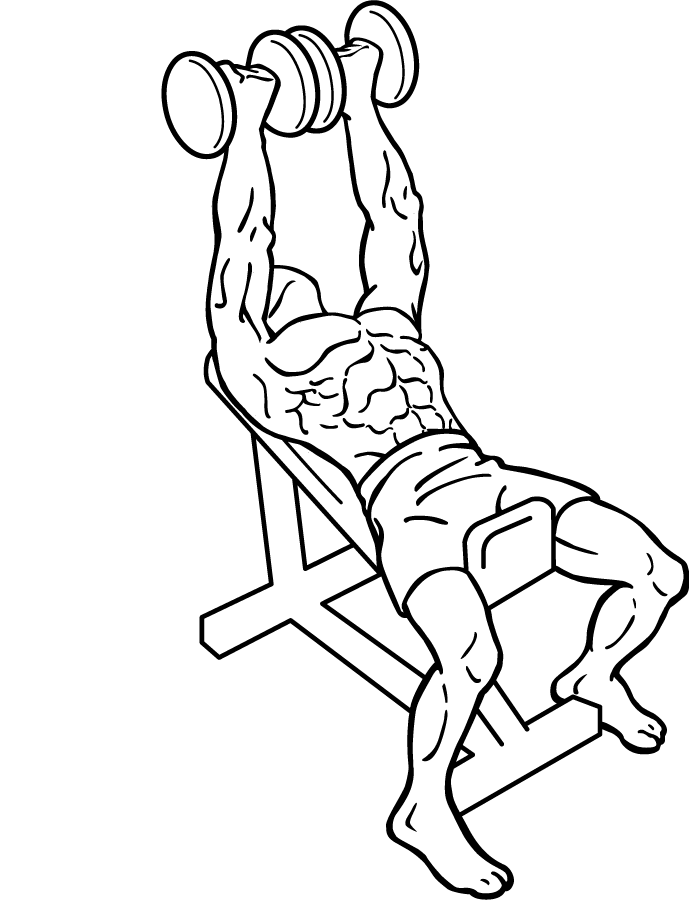
트위스팅 플라이 끝

플라이운동에서 양어깨는 전방삼각근(anterior deltoid)을 수평내전근(transverse adductor)으로 사용하는 것으로부터 회피하기 위하여 팔꿈치를 아래로 두고자 외회전하기도 한다. 세계기록 보우자 제이슨 폴크너(Jason Faulkner), 일명 인크레더블 폴크(Incredible Faulk)는 한 영상에서 1분에 65파운드 덤벨 두개 47회 들기에 성공하였다. 이는 이먼 킨(Eamonn Keane)의 기네스 기록(Guinness Record)인 1분내 1200파운드짜리 웨이트 인클라인 플라이최다 수행 기록을 초과한 것이다.

### 인버티드 플라이
인버티드 플라이(inverted fly), 또는 벤트오버 레터럴 레이즈(bent-over lateral raise) 혹은 리버스 플라이(reverse fly) 혹은 레어 델트 플라이(rear delt fly)는 전방삼각근을 운동시킨다. 이 운동은 체스트 플라이의 반대이다. 운동은 몸통을 땅과 평행한 상태에서 얼굴을 아래로 두고 양손은 얼굴 앞에 두고 수행한다. 양팔은 지면이나 어깨의 운동범위(range of motion) 임계점에 수평이 될 때까지 원호를 그리며 수평면(transverse plane)을 관통하여 움직이고, 다시 시작 자세로 돌아가서 반복한다.
관절상완(glenohumeral) 움직임에서, 후방삼각근(posterior deltoid)은 혼자 작동하지 않으며, 다른 근육들의 도움을 받는다. 어깨가 중립회전(neutral rotation)하고 양팔꿈치가 바깥을 가리키다가 들어올리면서 견갑골을 향하면, 후방삼각근 수평신전(transverse extension)은 회전근개(rotator cuff)의 외회전근(lateral rotator)인  극하근(infraspinatus)과 소원근(teres minor)의 도움을 받을 것이다. 어깨가 외회전하고 팔꿈치가 엉덩이를 향하면 중간삼각근두(middle deltoid head)가 수평외전(transverse abduction)을 도울 것이다.
플라이운동은 고립운동(isolation movement) 같아도 사실은 복합운동(compound movement)에 해당하는데, 이는 견흉관절(scapulothoracic joint)의 움직임에 관여하기 때문이다. 견갑골은 이러한 플라이 운동에서는 퇴축(retract) 혹은 내전운동을 한다. 이런 기능을 수행하는 근육은 능형근(rhomboids)과 승모근(trapezius)이다.
팔꿈치를 바깥이 아닌 엉덩이에 가까이 대면, 광배근(latissimus dorsi)이 작용하고, 광배근이 견갑골을 가로질러서 요부근막(lumbar fascia)에 직접 부착하기에, 양 관절을 가로지르는 위의 근육들을 사용하는 것에 힘이 덜 들어간다.
인버티드 플라이 변형은 똑바로 앉는 것과 케이블 머신을 사용하는 것이다. 머신은 어깨 옆에 두고 관상면(coronal plane)을 따라서 작동되는 근육들과는 반대로 머신은 어깨 옆에 두고, 손은 눈높이 정도에서 횡단면을 뚫고 몸앞을 가로질러 움직인다.

### 숄더 플라이

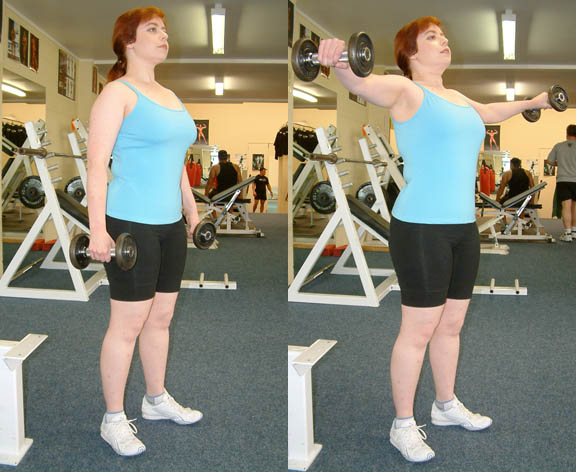
덤벨 숄더 플라이(Dumbbell shoulder fly)

숄더 플라이(shoulder fly) 혹은 레터럴 레이즈(lateral raise)는 어깨의 삼각근을 운동시킨다. 운동은 팔을 곧게 펴고 양손은 중량을 들어서 신체 양옆이나 앞에 둔다. 몸은 약간 앞으로 기울인 상태여야 하고 엉덩이와 무릎은 약간 구부린다. 팔은 곧게 혹은 약간 구부리고 관상면에서 동작 원호를 통해 들어올린다. 양손이 어깨 높이에 오면 끝이 난다. 손에 든 중량은 시작자세로 돌아가고 한 구간을 끝낸다. 케이블 머신을 사용하면 관상면을 지면 혹은 지면 근처에 있는 머신의 도르래(pulley)와 같은 선에 위치시킨다. 이 운동은 한 분에 한 어깨를 끝낼 수 있으며, 그동안 다른 손은 움직이는 중량에 대응하여 몸을 안정화하는데 사용한다. 혹은 수평 도르래 두 개가 가능하면, 양손을 동시에 사용한다.
어깨가 중립회전하면 이 운동은 주로 삼각근중두(middle head of the deltoid)를 타겟팅한다. 삼각근 전두(anterior head, front head)와 후두(posterior head, back head)도 외전 기능을 돕고자 동시수축한다. 어깨가 외회전하면, 전방삼각근은 견흉관절의 원동근육(prime mover)이 되고 후방삼각근은 비활성화되며, 중두가 돕는다. 허리를 굽히거나 벤치에 기댐으로써, 견인선(line of pull)은 외측삼각근(lateral deltoid)이 고도로 고립되게 한다.
폭발적으로 반복하면 형태가 악화되고, 상방으로 회전가속도(rotation momentum)를 발생시켜, 삼각근이 아닌 전거근(serratus anterior)과 승모근 상방섬유(upper fibers of the trapezius)를 사용하게 된다. 둘다 견갑골을 들어올려서 상방회전(upward rotation)시킨다.

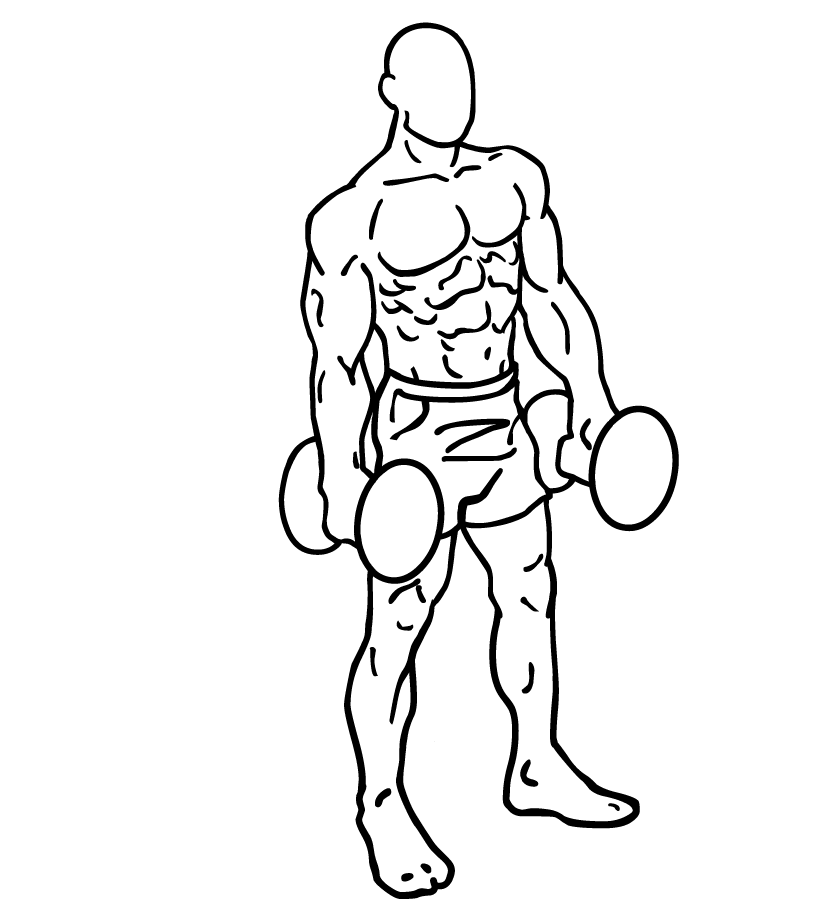
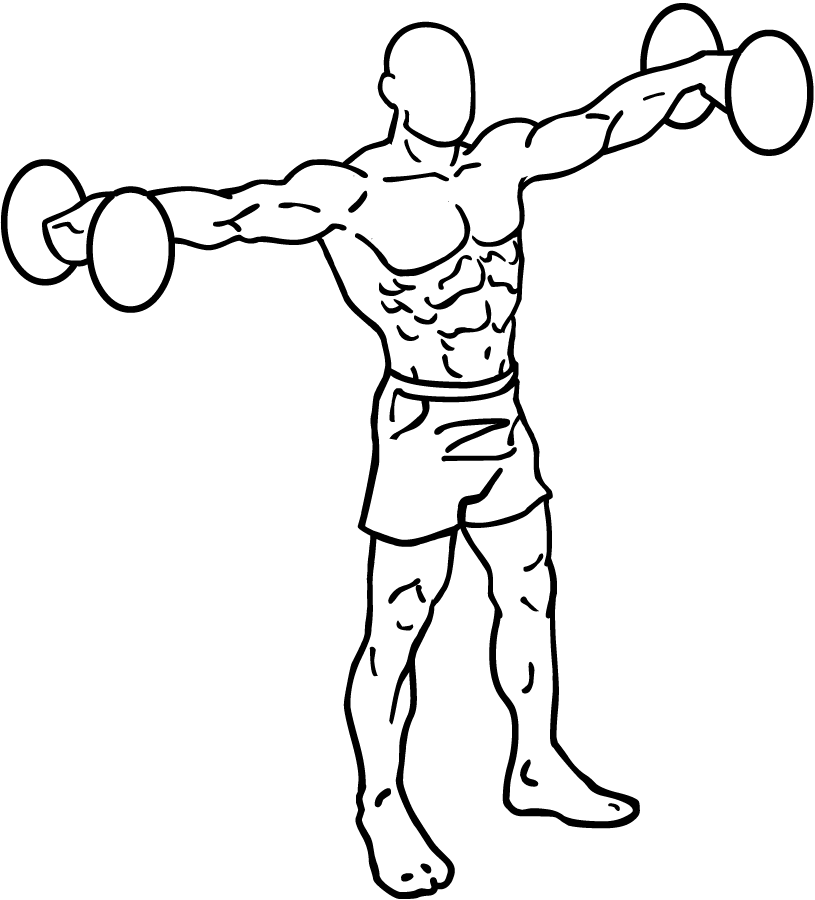

#### 흔히 하는 오류
- 어깨 외회전(External rotation of shoulder) : 드는 동안 외회전이 발생하면, 회전근개는 활성화된다. 어깨가 외회전 자세에서 중량을 들어올리면, 전방삼각근이 모든 작업을 수행한다. 두 사례에서 외측삼각근 활용도는 상당히 낮아지고 운동 목적 달성에 실패한다.[11]
- 어깨신전(Shoulder extension) : 중량을 드는 동안 팔꿈치가 어깨 뒤로 가면서 어깨신전이 발생한다. 이 역시 외측삼각근 활용도를 떨어뜨린다.[11]
- 중량 분산(Throwing the weight up) : 엉덩이나 척추로 가속도를 발생시켜 사용하여도 외측삼각근의 집중도를 낮춘다.[11]
- 완벽한 수직 자세(Complete upright position) : 몸을 완벽하게 꼿꼿이 세우면 전방삼각근 사용 가능성이 늘어난다.[11]

## 같이 보기
- 근력운동

### 인체 운동
- 내전
- 외전
- 굴곡
- 신전
- 상방회전
- 하방회전
- 내회전
- 외회전

### 근육
- 광배근
- 극하근
- 능형근
- 대원근
- 대흉근
- 삼각근
- 상완근
- 상완이두근
- 소원근
- 소흉근
- 승모근
- 완요골근
- 전거근
- 회전근개